# Pigasus Award
Pigasus Award, efter engelskans pig ("gris") och Pegasus, är ett årligen utdelat pris av illusionisten och skeptikern James Randi. Priset delas ut i fyra eller fem klasser till personer som sprider och stödjer icke underbyggda påståenden om paranormala fenomen.

## Pristagare

### Kategori ett
Till den vetenskapsman som gjort det "löjligaste" uttalandet eller annan handling relaterad till det övernaturliga, paranormala eller ockulta.
| År   | Pristagare                                                   | Motivering / kommentar |
| ---- | ------------------------------------------------------------ | --- |
| 2011 | Daryl Bem[källa behövs]                                      | För hans usla forskning som har misskrediterats av flera prominenta kritiker, till exempel Richard Wiseman, Steven Novella och Chris French.[källa behövs] |
| 2010 | Richard B. Hoover och Journal of Cosmology                   | Hoover för att han ogrundat hävdat bevis för mikroskopiskt liv funnet på meteoriter och Journal of Cosmology för att de publicerat artiklar vilka bidrog till den vetenskapligt ogrundade uppfattningen att liv uppkom innan de första stjärnorna formats och att livet spreds i det tidiga universum på meteoriter. |
| 2009 | Dr. Mehmet Oz                                                | För hans marknadsförande av energiterapier som reiki. |
| 2008 | Dr Colin Ross                                                | För att ha hävdat sig kunna skjuta elektromagnetisk strålning från sina ögon. |
| 2007 | Michael Behe                                                 | Intelligent design-förespråkaren Michael Behe för sin bok The Edge of Evolution: The Search for the Limits of Darwinism. |
| 2006 | Rupert Sheldrake[källa behövs]                               | Biologen Rupert Sheldrake för sin forskning om "telefontelepati".[källa behövs] |
| 2005 | Brenda Dunne                                                 | |
| 2003 | Sylvia Browne[källa behövs]                                  | Sylvia Browne, amerikanskt medium som vägrat ställa upp i tester av sin "förmåga".[källa behövs] |
| 2001 | Gary Schwartz[källa behövs]                                  | University of Arizonas psykologiprofessor Gary Schwartz för hans studier i parapsykologi.[källa behövs] |
| 1999 | Linda Holloway och skolöverstyrelsen i Kansas.[källa behövs] | |

### Kategori två
Till den bidragsgivande organisation som givit sitt stöd åt den mest värdelösa studien av det övernaturliga, paranormala eller ockulta.
| År   | Pristagare                                                  | Motivering / kommentar |
| ---- | ----------------------------------------------------------- | --- |
| 2011 | Syracuse University[källa behövs]                           | För deras fortsatta stöd och marknadsföring av faciliterad kommunikation.[källa behövs]                                                          |
| 2010 | CVS/pharmacy                                                | För deras stödjande av homeopatisk medicin. |
| 2009 | Iraks inrikesdepartement                                    | För att ha spenderat flera miljoner dollar på icke fungerande bombdetekterande stavar.                                                           |
| 2008 | Producenterna till filmen Expelled: No Intelligence Allowed | |
| 2007 | Vita huset                                                  | För att ha stöttat den mest oanvändbara studien av ett övernaturligt, paranormalt och ockult påstående.                                          |
| 2006 | Templeton Foundation[källa behövs]                          | För att ha spenderat 2,4 miljoner amerikanska dollar och tio års tid för forskning om böns effektivitet.[källa behövs]                           |
| 2005 | Auckland City Council                                       | För att ha spronsrat Foundation For Spiritualist Mediums med 2 500 nyzeeländska dollar för att lära folk kommunicera med de döda.                |
| 2001 | Paris universitet[källa behövs]                             | För att ha givit en doktorstitel i sociologi till Élizabeth Teissier för en 900-sidorsuppsats om tillförlitligheten hos astrologi.[källa behövs] |
| 1999 | Personalenheten på New Yorks stadskontor.[källa behövs]     | |

### Kategori tre
Till den inom massmedia som prestenterat det mest vansinniga påståendet inom det övernaturliga, paranormala eller ockulta som fakta.
| År   | Pristagare                         | Motivering / kommentar                                                                                     |
| ---- | ---------------------------------- | --- |
| 2011 | The Learning Channel[källa behövs] | För att de sände en samling TV-program som främjar tron på det paranormala.[källa behövs]                  |
| 2010 | Dr. Mehmet Oz                      | Återigen för hans marknadsföring av kvacksalveliknande medicinska utövanden.                               |
| 2009 | The Oprah Winfrey Show             | |
| 2008 | Kvälls-kabel-TV-stationer          | För att de visat pseudovetenskaplig reklam.                                                                |
| 2007 | Montel Williams                    | För att i en radiointervju sagt att han inte litade till fysiken och fortsatte marknadsföra Sylvia Browne. |
| 2006 | Montel Williams[källa behövs]      | För promotion av Sylvia Browne.[källa behövs]                                                              |
| 2005 | American Broadcasting Company      | |
| 1999 | Bill Maher[källa behövs]           | |

### Kategori fyra
Till det medium med minst talang som lyckats lura flest personer.
| År   | Pristagare                   | Motivering / kommentar                                      |
| ---- | ---------------------------- | ----------------------------------------------------------- |
| 2011 | Theresa Caputo[källa behövs] | För att hon engagerar sig i totalt nonsens.[källa behövs]   |
| 2010 | Peter Popoff                 | För att bland annat ha erbjudit övernaturlig skuldsanering. |
| 2009 | Chip Coffey                  |                                                             |
| 2008 | Jenny McCarthy               | För att ha uppmanat folk att inte vaccinera sina barn.      |
| 2007 | Vincent Raven                |                                                             |
| 2006 | Uri Geller[källa behövs]     |                                                             |
| 2005 | Allison DuBois               | För att ha givit inspiration till TV-serien Medium.         |

### Kategori fem
För vägran att acceptera verkligheten. Priser i den här kategorin började delas ut 2005.
| År   | Pristagare                                 | Motivering / kommentar |
| ---- | ------------------------------------------ | --- |
| 2011 | James Van Praagh[källa behövs]             | James Van Praagh, som fortfarande snackar goja om spöken trots att han blivit avslöjad av Randi vid flertal tillfällen.[källa behövs]                |
| 2010 | Andrew Wakefield                           | För att ha orsakat panik för vacciner när han utan belägg eller forskning att peka på påstod att det fanns kopplingar mellan MPR-vaccin och autism.  |
| 2009 | Scientologerna                             | |
| 2008 | Kevin Trudeau                              | För att fortsatt sälja kvacksalveböcker även efter ha blivit bötfälld för det.                                                                       |
| 2007 | Inget pris delades ut i den här kategorin. | Inget pris delades ut i den här kategorin. |
| 2005 | Journal of Reproductive Medicine           | För sin vägran att återkalla sitt stöd för den diskrediterade uppsatsen Does Prayer Influence the Success of in Vitro Fertilization-Embryo Transfer. |